# Mafalda van Portugal
Mafalda van Portugal (circa 1195 - Rio Tinto, 1 mei 1256) was van 1215 tot 1216 koningin-gemalin van Castilië. Daarna trok ze zich terug in het kloosterleven. Mafalda, lid van het huis Bourgondië-Portugal, wordt door Rooms-Katholieke Kerk vereerd als zalige.

## Levensloop
Mafalda was een dochter van Sancho I van Portugal en Dulce van Barcelona, dochter van graaf Raymond Berengarius IV van Barcelona.
Na de dood van haar vader in 1211 was het de bedoeling dat Mafalda het kasteel van Seia zou erven, net als het grootste deel van deze gemeente en de inkomsten uit deze gebieden. Ook zou ze net als haar zussen Theresa en Sancha de titel van koningin mogen dragen. Dit leidde tot een conflict met haar broer Alfons II, die de macht wilde centraliseren en wilde verhinderen dat zijn zussen de titel van koningin en de bijhorende rechten zouden ontvangen, uit vrees dat Portugal verdeeld zou worden. Veel Portugese edelen kozen de zijde van Mafalda en haar zussen, maar ze werden verslagen. Na de dood van Alfons II in 1223 kregen Mafalda en haar zussen van hun neef Sancho II enkele gebieden toegewezen, op voorwaarde dat ze afzagen van de titel van koningin.
In 1215 werd er een politiek huwelijk gearrangeerd tussen Mafalda en haar jonge neef, koning Hendrik I van Castilië (1204-1217). Hierdoor werd ze koningin-gemalin van Castilië. Door de jonge leeftijd van de bruidegom werd het huwelijk nooit geconsummeerd. In 1216 werd het huwelijk ontbonden op grond van bloedverwantschap. 
Terug in Portugal trad Mafalda toe tot het cisterciënzersklooster van Arouca. Ze kreeg een speciale dispensatie om de controle over haar erfenis te behouden. Ze vertoonde een grote devotie aan de Onze-Lieve-Vrouw van Silva en deed verschillende donaties aan haar schrijn in Oporto. Ook stichtte Mafalda een hospitaal voor reizigers en verschillende bruggen, kerken, kloosters en andere hospitalen.
Tijdens de terugreis van een pelgrimstocht naar de schrijn van de Onze-Lieve-Vrouw van Silva en een verblijf in het klooster van Rio Tinto, werd Mafalda ziek. Op 1 mei 1256 overleed ze in dit klooster en ze werd er ook bijgezet. Toen men in 1616 haar graf naar Arouca wilde overbrengen, zou haar lichaam ongeschonden aangetroffen zijn. Dit leidde tot een grote devotie aan de Portugese prinses en in 1792 werd ze zalig verklaard. Haar naamdag valt op 1 mei en op sommige kalenders op 2 mei.

## Voorouders
| Voorouders van Mafalda van Portugal (1195-1256) | Voorouders van Mafalda van Portugal (1195-1256)                          | Voorouders van Mafalda van Portugal (1195-1256)                          | Voorouders van Mafalda van Portugal (1195-1256)                          | Voorouders van Mafalda van Portugal (1195-1256)                          | Voorouders van Mafalda van Portugal (1195-1256)                                          | Voorouders van Mafalda van Portugal (1195-1256)                                          | Voorouders van Mafalda van Portugal (1195-1256)                                       | Voorouders van Mafalda van Portugal (1195-1256)                                       |
| ----------------------------------------------- | ------------------------------------------------------------------------ | ------------------------------------------------------------------------ | ------------------------------------------------------------------------ | ------------------------------------------------------------------------ | ---------------------------------------------------------------------------------------- | ---------------------------------------------------------------------------------------- | ------------------------------------------------------------------------------------- | ------------------------------------------------------------------------------------- |
| Overgrootouders                                 | Hendrik van Bourgondië (1066-1112) ∞ 1093 Theresia van León (1070-1132)  | Hendrik van Bourgondië (1066-1112) ∞ 1093 Theresia van León (1070-1132)  | Amadeus III van Savoye (1094-1148) ∞ Mathilde van Albon (-)              | Amadeus III van Savoye (1094-1148) ∞ Mathilde van Albon (-)              | Raymond Berengarius III van Barcelona (1082-1131) ∞ 1112 Dulcia van Provence (1090-1129) | Raymond Berengarius III van Barcelona (1082-1131) ∞ 1112 Dulcia van Provence (1090-1129) | Ramiro II van Aragón (1080-1147) ∞ 1135 Agnes van Poitou (1110-1157)                  | Ramiro II van Aragón (1080-1147) ∞ 1135 Agnes van Poitou (1110-1157)                  |
| Grootouders                                     | Alfons I van Portugal (1110–1185) ∞ 1146 Mathilde van Savoye (1121-1158) | Alfons I van Portugal (1110–1185) ∞ 1146 Mathilde van Savoye (1121-1158) | Alfons I van Portugal (1110–1185) ∞ 1146 Mathilde van Savoye (1121-1158) | Alfons I van Portugal (1110–1185) ∞ 1146 Mathilde van Savoye (1121-1158) | Ramon Berenguer IV van Barcelona (1113-1162) ∞ 1150 Petronella van Aragón (1135–1174)    | Ramon Berenguer IV van Barcelona (1113-1162) ∞ 1150 Petronella van Aragón (1135–1174)    | Ramon Berenguer IV van Barcelona (1113-1162) ∞ 1150 Petronella van Aragón (1135–1174) | Ramon Berenguer IV van Barcelona (1113-1162) ∞ 1150 Petronella van Aragón (1135–1174) |
| Ouders                                          | Sancho I van Portugal (1154-1212) ∞ 1175 Dulce van Barcelona (1160-1198) | Sancho I van Portugal (1154-1212) ∞ 1175 Dulce van Barcelona (1160-1198) | Sancho I van Portugal (1154-1212) ∞ 1175 Dulce van Barcelona (1160-1198) | Sancho I van Portugal (1154-1212) ∞ 1175 Dulce van Barcelona (1160-1198) | Sancho I van Portugal (1154-1212) ∞ 1175 Dulce van Barcelona (1160-1198)                 | Sancho I van Portugal (1154-1212) ∞ 1175 Dulce van Barcelona (1160-1198)                 | Sancho I van Portugal (1154-1212) ∞ 1175 Dulce van Barcelona (1160-1198)              | Sancho I van Portugal (1154-1212) ∞ 1175 Dulce van Barcelona (1160-1198)              |